# Heinz Karl Behrendt
Heinz Karl Behrendt auch Karl Heinz Behrendt (* 23. Mai 1913 in Potsdam; † 26. Februar 2003 in Berlin) war ein deutscher Politiker der Sozialistischen Einheitspartei Deutschlands (SED) in der Deutschen Demokratischen Republik (DDR). Er war von 1965 bis 1978 Stellvertreter des Ministers für Außenhandel und zuständig für den Handel mit der Bundesrepublik Deutschland.

## Leben
Behrendt kämpfte von 1939 bis 1945 als Unteroffizier eines Luftnachrichtenregiments der deutschen Wehrmacht im Zweiten Weltkrieg. 1946 trat er in die SED ein und wurde Kalkulationsprüfer für Textilien bei der Landesregierung Brandenburg. 1951 wechselte er ins Ministerium für Wirtschaft und Arbeit des Landes Brandenburg und wurde dort Leiter der Hauptabteilung Industrie. 1952/53 war Behrendt stellvertretender Vorsitzender des Rats des Bezirks Cottbus und von 1953 bis 1958 Vizepräsident der Industrie- und Handelskammer der DDR.
1958 wechselte Behrendt ins Ministerium für Außenhandel und wurde Leiter der Hauptabteilung und Bevollmächtigter für den innerdeutschen Handel. In dieser Funktion war er Verhandlungspartner der Treuhandstelle für den Interzonenhandel mit der Bundesrepublik Deutschland. Von 1965 bis zu seinem Ruhestand 1978 war Behrendt Stellvertreter des Ministers.

## Auszeichnungen
- 1964 Orden Banner der Arbeit
- 1973 Vaterländischer Verdienstorden in Gold
- 1978 Ehrenspange zum Vaterländischen Verdienstorden in Gold

## Werke (Auswahl)
- Heinz Karl Behrendt: Methode zur ökonomischen Analyse der inneren Proportionen von Jahres- und Fünfjahresplänen.Zentralinstitut des Ministeriums für Bezirksgeleitete Industrie und Lebensmittelindustrie, Berlin 1976. DNB 208365168